# Die Gesellschaft (Schriftenreihe)
Die Gesellschaft. Sammlung sozialpsychologischer Monographien ist eine von Martin Buber im Verlag Rütten & Loening (Frankfurt am Main) herausgegebene sozialwissenschaftliche Schriftenreihe. Zwischen 1906 und 1912 erschienen sechsunddreißig Bände (mit vier Doppelbänden).

## Planung und Gestaltung

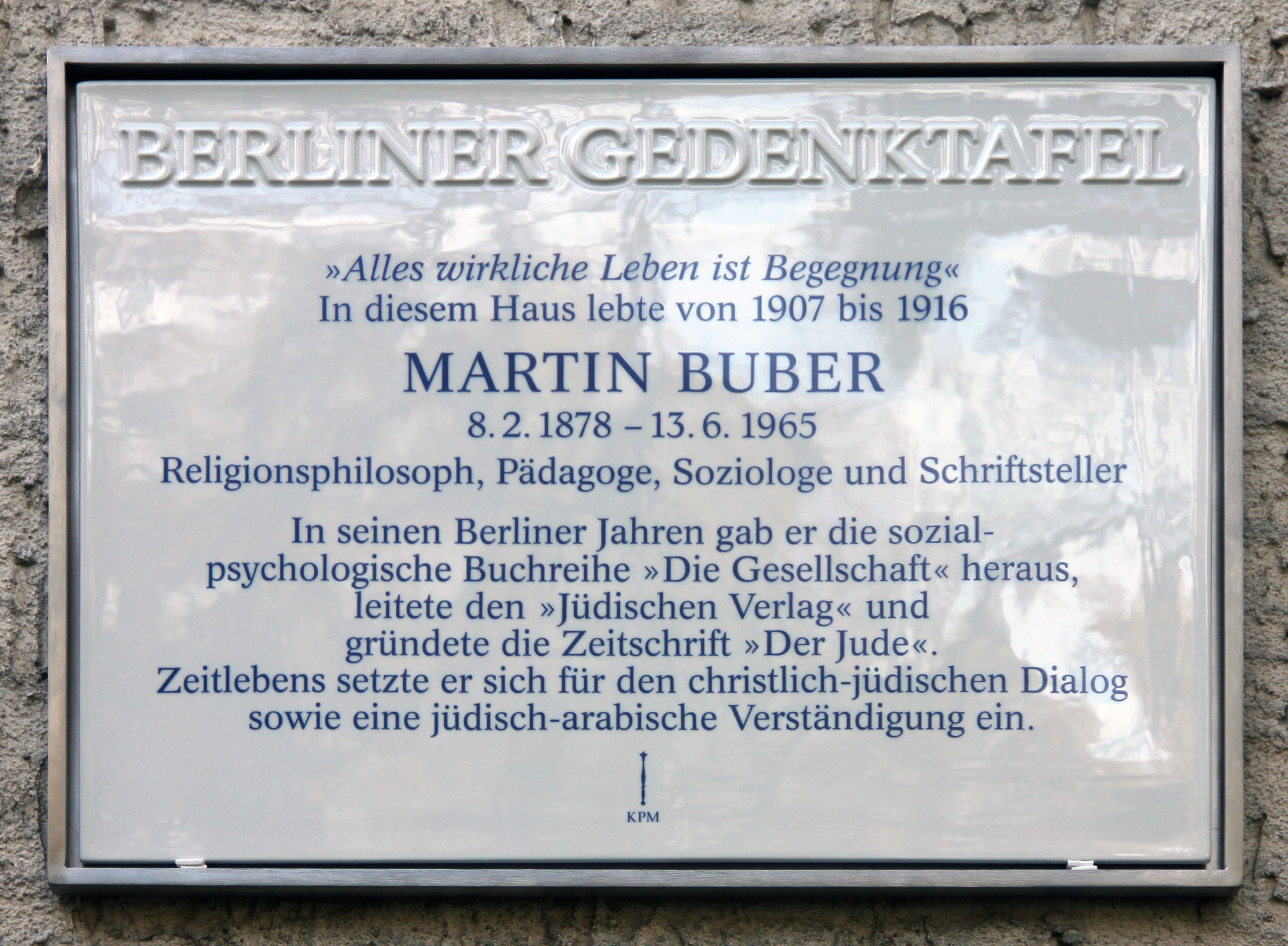
Berliner Gedenktafel am Haus, Vopeliuspfad 12, in Berlin-Zehlendorf

Initiator der Reihe war Martin Buber, der seit 1905 im Frankfurter Verlag Rütten & Loening als Lektor tätig war. Als Berater trat ihm der Kulturphilosoph Georg Simmel zur Seite, dem Buber ursprünglich die Herausgabe übertragen wollte. Die ersten Bände erschienen 1906, der letzte 1912. Jeder Band war auf „ca. 100 Seiten in handlichem Oktavformat“ (Prospekt zur Reihe) begrenzt. Es erschienen kartonierte (Preis: 1,50 M) und gebundene (2,00 M) Ausgaben. Die künstlerische Gestaltung führten Peter Behrens (Einband und Vorsatzzeichnung) und Hermann Kirchmayr (Initialen) aus.
Mehrere geplante Titel konnten nicht realisiert wurden, so Wilhelm Bölsche über „Das Leben mit der Natur“. Angekündigt wurden zudem Beiträge von Paul Creuzinger („Der Krieg“), Maximilian Harden („Die Diplomatie“), Franz von Liszt („Das Verbrechen“), Arthur Mülberger („Die Eisenbahn“), Hugo Münsterberg ("Die Universität"), Hermann Stehr („Das Dorf“) und Jakob Wassermann ("Die Literatur"). Vom Herausgeber sollte ein Band über „Die Geschlechter“ erscheinen. Ihre Mitwirkung zugesagt hatten ursprünglich auch Hugo von Hofmannsthal und Walter Rathenau.
Die von Buber verpflichteten Autoren standen ihm zum Teil als akademische Lehrer oder aus Freundschaftsverbindungen nahe. Neben allgemein anerkannten Wissenschaftlern (Werner Sombart, Ferdinand Tönnies) ließ er sich aber auch auf die Beiträge von Außenseitern (Fritz Mauthner) oder Anfängern (Rudolf Pannwitz) ein. Bei der großen Zahl von zu gewinnenden Mitarbeitern blieb es nicht aus, dass er sich auch vergeblich um einen Autor bemüht hat (belegt ist dies für Ernst Troeltsch).
Bis in die frühen zwanziger Jahre erschienen Neuauflagen einzelner Titel; die Texte wurden dabei z. T. überarbeitet und erweitert. Nachdrucke sind in den 1970er Jahren im Keip Verlag Frankfurt am Main sowie neuerdings im Metropolis-Verlag Marburg (Bände I und II; ergänzt um einen themenverwandten Beitrag aus aktueller Perspektive) erschienen, letztere als Beginn einer die gesamte Reihe umfassenden Wiederveröffentlichung.

## Programm
Die Studien sollten (laut Untertitel) „sozialpsychologische“ Analysen liefern. Bubers „Geleitwort zur Sammlung“ (1906) umreißt die kulturpolitischen Absichten.

## Reihentitel
- I. Werner Sombart: Das Proletariat. Bilder und Studien, Frankfurt am Main 1906.
  - Werner Sombart: Das Proletariat. Bilder und Studien (6. bis 10. Tausend), Frankfurt am Main 1906.
  - Werner Sombart: Das Proletariat. Bilder und Studien [Nachdruck], Frankfurt am Main 1974.
- II. Georg Simmel: Die Religion, Frankfurt am Main 1906.
  - Georg Simmel: Die Religion. Zweite, veränderte und vermehrte Aufl. (6. bis 8. Tausend), Frankfurt am Main 1912.
  - Georg Simmel: Die Religion (9. bis 11. Tausend), Frankfurt am Main 1922.
- III. Alexander Ular: Die Politik. Untersuchung über die völkerpsychologischen Bedingungen gesellschaftlicher Organisation, Frankfurt am Main 1906.
- IV. Eduard Bernstein: Der Streik: sein Wesen und sein Wirken, Frankfurt am Main 1906.
  - Eduard Bernstein: Der Streik: sein Wesen und sein Wirken. Zweite Auflage (6. bis 8. Tausend), Frankfurt am Main 1920.
- V. Jakob Julius David: Die Zeitung, Frankfurt am Main 1906.
- VI. Albrecht Wirth: Der Weltverkehr, Frankfurt am Main 1906.
- VII. Ernst Schweninger: Der Arzt, Frankfurt am Main 1906.
- VIII. Richard Calwer: Der Handel, Frankfurt am Main 1907.
- IX. Fritz Mauthner: Die Sprache, Frankfurt am Main 1906.
- X. Karl Scheffler: Der Architekt, Frankfurt am Main 1907.
- XI. Willy Hellpach: Die geistigen Epidemien, Frankfurt am Main 1906.
- XII. Paul Göhre: Das Warenhaus, Frankfurt am Main 1907.
  - Paul Göhre: Das Warenhaus [Nachdruck], Frankfurt am Main o. J. [1970].
- XIII. Gustav Landauer: Die Revolution, Frankfurt am Main 1907.
  - Gustav Landauer: Die Revolution (4. bis 6. Tausend), Frankfurt am Main 1919.
  - Gustav Landauer: Die Revolution (7. bis 9. Tausend), Frankfurt am Main 1923.
- XIV/XV. Franz Oppenheimer: Der Staat, Frankfurt am Main 1907.
  - Franz Oppenheimer: Der Staat (4. und 5. Tausend), Frankfurt am Main 1912.
  - Franz Oppenheimer: Der Staat (6. bis 10. Tausend), Frankfurt am Main 1919.
  - Franz Oppenheimer: Der Staat (11. bis 13. Tausend), Frankfurt am Main 1923.
- XVI. Ludwig Gurlitt: Die Schule, Frankfurt am Main 1907.
- XVII. Hellmuth von Gerlach: Das Parlament, Frankfurt am Main 1907.
- XVIII. Max Burckhard: Das Theater, Frankfurt am Main 1907.
- XIX. Paul Rohrbach: Die Kolonie, Frankfurt am Main 1907.
- XX. Oscar Bie: Das Kunstgewerbe, Frankfurt am Main 1908.
- XXI. Ludwig Brinkmann: Der Ingenieur, Frankfurt am Main 1908.
- XXII. Friedrich Glaser: Die Börse, Frankfurt am Main 1908.
- XXIII. Robert Hessen: Der Sport, Frankfurt am Main 1908.
- XXIV. Wilhelm Ostwald: Erfinder und Entdecker, Frankfurt am Main  1908.
- XXV. Ferdinand Tönnies: Die Sitte, Frankfurt am Main 1909.
- XXVI. Arthur Bonus: Die Kirche, Frankfurt am Main 1909.
- XXVII. Martin Beradt: Der Richter, Frankfurt am Main 1909.
- XXVIII/XXIX. Ellen Key: Die Frauenbewegung, Frankfurt am Main 1909.
- XXX. Carl Jentsch: Die Partei, Frankfurt am Main 1909.
- XXXI. Josef Kohler: Das Recht, Frankfurt am Main 1909.
- XXXII. Rudolf Pannwitz: Die Erziehung, Frankfurt am Main 1909.
- XXXIII. Lou Andreas-Salomé: Die Erotik, Frankfurt am Main 1910.
- XXXIV. Rudolf Kassner: Der Dilettantismus, Frankfurt am Main 1910.
- XXXV/XXXVI. Eduard Bernstein: Die Arbeiterbewegung, Frankfurt am Main 1910.
- XXXVII/XXXVIII. Karl Bleibtreu: Das Heer, Frankfurt am Main 1910.
- XXXIX. Wilhelm Schäfer: Der Schriftsteller, Frankfurt am Main 1910.
- XL. Julius Goldstein: Die Technik, Frankfurt am Main 1912.

## Prospekt
- Martin Buber: Geleitwort zur Sammlung. In: Werner Sombart: Das Proletariat (Die Gesellschaft. Band I). Frankfurt am Main 1906, IX-XIII.
- [Verlag:] Die Gesellschaft. Herausgegeben von Martin Buber, Literarische Anstalt Rütten u. Loening Frankfurt am Main, Leipzig o. J. [1907]